# Apogeophilus claviger
Apogeophilus claviger är en mångfotingart som beskrevs av Filippo Silvestri 1905. Apogeophilus claviger ingår i släktet Apogeophilus och familjen storjordkrypare. Inga underarter finns listade i Catalogue of Life.